# Maschinenbaumesse
Eine Maschinenbaumesse ist eine Messe für Produkte des Maschinenbaus.
Investitionsgütermessen gehören für die deutschen Unternehmen des Maschinen- und Anlagenbaus zu den wichtigsten Marketinginstrumenten in der B2B-Kommunikation. Fachmessen sind wesentliche Impulsgeber für den internationalen Handel und globale Branchen-Marktplätze, um neue Kunden zu gewinnen, bestehende Kontakte zu pflegen, neue Produkte zu präsentieren, den Bekanntheitsgrad zu steigern, das Unternehmensimage zu pflegen und neue Märkte zu erschließen. Marktforschung, Wettbewerbsbeobachtung, Mitarbeitergewinnung und Geschäftsabschlüsse sind weitere wichtige Ziele.

## Wirtschaftliche Bedeutung der Branche in Deutschland
Laut Bundesministerium für Wirtschaft und Energie bildet der Maschinen- und Anlagenbau den Kern der Investitionsgüterindustrie und steht als Lieferant komplexer Erzeugnisse für alle Wirtschaftsbranchen einerseits und als Bezieher technologisch anspruchsvoller Vorlieferungen andererseits im Zentrum der industriellen Leistungsfähigkeit Deutschlands.
Die rund 6.400 im Maschinen- und Anlagenbau tätigen Unternehmen sind vorwiegend mittelständisch geprägt, 87 % haben weniger als 250 Beschäftigte, und sind mit insgesamt über 1 Mio. Mitarbeitern die beschäftigungsstärkste Arbeitgebergruppe in Deutschland.
Bezogen auf den Branchenumsatz belegt der Maschinenbau den zweiten Platz nach dem Fahrzeugbau (im Jahr 2014).

## Internationale Messen für Maschinen- und Anlagenbau
Die international ausgerichteten Messen haben für die deutschen Maschinenbauer mit einer Exportquote von 76 % internationale Leuchtturmfunktion.
In Bezug auf die Durchführung von Messen mit globaler Bedeutung ist Deutschland der weltweit führende Standort. Von den in der neutralen Messedatenbank expocheck.com gelisteten 159 Weltleitmessen finden 126 in Deutschland statt (Stand März 2016), das sind fast 80 %. Dazu zählen z. B. die Hannover-Messe, die weltweit wichtigste Industriemesse und die Bauma, die größte Messe der Welt.
Die Internationalität der Leitmessen für Maschinen- und Anlagenbau in Deutschland ist überproportional hoch. Während der AUMA (Ausstellungs- und Messe-Ausschuss der Deutschen Wirtschaft) bezogen auf den Messeplatz Deutschland von einem Auslandsanteil seitens der Aussteller von über 50 % und seitens der Besucher von rund 25 % spricht, liegt bei der nachstehenden Auswahl an Maschinenbaumessen unterschiedlichster Branchen der kumulierte Ausstelleranteil bei rund 60 % und der Besucheranteil bei 43 % (jeweils beruhend auf den FKM-geprüften Angaben der Vorveranstaltung, ohne ITMA).

## Auswahl von Top-Maschinenbaumessen in den verschiedenen Branchen

### Agritechnica
Internationale DLG-Fachausstellung für Landtechnik Hannover

Auf der internationalen Leitmesse für Landtechnik werden alle zwei Jahre in Hannover Innovationen, modernste Lösungen und Konzepte für die Zukunft präsentiert.

### bauma
Weltleitmesse für Baumaschinen, Baustoffmaschinen, Bergbaumaschinen, Baufahrzeuge und Baugeräte München

Flächenmäßig die größte Messe der Welt ist sie alle drei Jahre globaler Marktplatz, Innovationstreiber und Erfolgsmotor. Als einzige Fachmesse weltweit vereint sie die gesamte Breite und Tiefe der Baumaschinenbranche in München.

### drinktec
Weltleitmesse für Getränke und Liquid-Food-Industrie – Herstellung + Abfüllung + Verpackung + Marketing München

Die gesamte Produktions- und Prozesskette in der Getränke- und Liquid-Food-Industrie wird auf der Weltleitmesse drinktec alle vier Jahre in München abgebildet. Sie ist Plattform der Innovationen und Neuheiten, hier werden die neuesten Maschinen live und in Funktion zu präsentiert.

### drupa
no. 1 for print and crossmedia solutions Düsseldorf

Die drupa ist die weltweit führende Leitmesse für grafischen und industriellen Druck sowie Media und Multichannel in der Print-Media-Branche.

### EMO Hannover
Weltleitmesse der Metallbearbeitung Hannover

Die relevanten Kernthemen der metallbearbeitenden Industrie wie neue Technologien, Industrie 4.0, Energieeffizienz oder 3D-Druck stehen im Mittelpunkt der EMO. Die Weltleitmesse umfasst die gesamte Bandbreite moderner Metallbearbeitungstechnik und findet alle zwei Jahre im Rhythmus Hannover – Hannover – Mailand statt.

### Hannover Messe
Die weltweit wichtigste Industriemesse Hannover

Die global führende Industriemesse mit den parallel stattfindenden Leitmessen wie Industrial Automation und Digital Factory bilden ein einzigartiges Themen- und Angebotsspektrum ab – von Forschung und Entwicklung über Industrieautomation und IT, innovativen Zulieferlösungen bis zu Energie- und Umwelttechnologien. Die jährlich stattfindende HANNOVER MESSE überzeugt mit ihrer Innovationskraft und Internationalität Aussteller und Besucher aus der ganzen Welt.

### IFAT
Weltleitmesse für Wasser-, Abwasser-, Abfall- und Rohstoffwirtschaft München

Für die internationale Wasser-, Abwasser-, Abfall- und Rohstoffwirtschaft ist alle zwei Jahre die IFAT in München der Branchentreffpunkt. Auf der Weltleitmesse finden sie Strategien und Lösungen, neue Technologien und innovative Verfahren.

### Interpack
Processes and Packaging Leading Trade Fair Düsseldorf

Internationaler Treffpunkt der Verpackungsbranche und der verwandten Prozessindustrie ist alle drei Jahre die interpack in Düsseldorf. Die Weltleitmesse ist die Plattform für komplette Wertschöpfungsketten, von der Herstellung und Veredlung von Packgütern und Verpackungsmaterial über das Verpacken und die Distribution bis hin zur Qualitätssicherung und dem Verbraucherschutz.

### ITMA
Internationale Textilmaschinen-Ausstellung europaweit wechselnder Standort

Auf der weltweit größten Textilmaschinenmesse ITMA trifft sich die globale Textil. und Bekleidungsindustrie alle vier Jahre an einem wechselnden Standort in Europa. Neben innovativen technischen Lösungen für die textile Wertschöpfung bieten Veranstaltungen und Konferenzen die Möglichkeit zum Know-how-Austausch.

### K
The World’s No. 1 Trade Fair for Plastics and Rubber Düsseldorf

Die weltweit bedeutendste Messe der Kunststoff- und Kautschukindustrie spiegelt als Premierenplattform und Impulsgeber das gesamte Angebotsspektrum der Branche: vom neuesten Stand der Technik über wegweisende Innovationen bis hin zu visionären Entwicklungen. Die K findet alle vier Jahre in Düsseldorf statt.